# Off!
Off! (Eigenschreibweise OFF!) war eine US-amerikanische Hardcore-Punk-Band aus Los Angeles.

## Geschichte
Off! gründete sich Ende 2009 durch den Circle-Jerks- und ehemaligen Black-Flag-Sängers Keith Morris, Burning-Brides-Frontmann Dimitri Coats, dem Redd Kross- & aktuellen Melvins-Bassisten Steven McDonald und dem Rocket from the Crypt- &Hot Snakes-Schlagzeuger Mario Rubalcaba. Die Idee für die Band soll entstanden sein, als Dimitri Coats zusammen mit Keith Morris ein Circle Jerks-Album produzierte. Coats und Morris begannen zu der Zeit, mehrere Songs miteinander zu schreiben und entschlossen sich daraufhin zur Gründung von Off!.
Ihren ersten Auftritt hatte die Band 2010 auf dem South-by-Southwest-Festival in Austin, Texas. Am 13. Oktober 2010 brachten sie ihre Debüt-EP 1st EP raus, gefolgt von 3 weiteren EPs, welche am 14. Dezember 2010 zu ihrem ersten Album First Four EPs umgeformt wurden. Nachdem die Band im Jahr 2012 ihr zweites Album OFF! herausgebracht hatte und 2013 mit einem nicht auf einem Album erhältlichen Titel (What's Next?) auf dem Soundtrack des Computerspiels Grand Theft Auto V vertreten war, erschien am 8. April 2014 ihr drittes Album Wasted Years. Das Album platzierte sich auf Platz 67 der Billboard 200, wobei mehr als die Hälfte der Verkäufe aus LPs bestanden.
Die Gestaltung der Plattencover übernahm Raymond Pettibon, der unter anderem dafür bekannt ist, viele Plattencover von Black Flag gestaltet zu haben.
Am 8. Juli 2021 gaben Off! via Facebook bekannt, das ab sofort Autry Fulbright II und Justin Brown die Besetzung des Bassisten und des Schlagzeugers übernehmen werden. Gründe für das Ausscheiden von McDonald und Rubalcaba nannte die Band nicht. Im selben Jahr beteiligte sich die Band mit einem Titel am Metallica-Tributalbum The Metallica Blacklist. 2023 kehrte Rubalcaba zur Band zurück.
2024 löste sich Off! nach drei Abschlusskonzerten auf. Nach der Auflösung veröffentlichten die Bandmitglieder noch den kommerziellen Spielfilm Free LSD (benannt nach dem 2022er-Album), der unter der Regie von Gitarrist Coats entstanden war und in dem die Bandmitglieder in tragenden Rollen mitspielen.

## Diskografie
- 2010: First Four EPs (Vice Records)
- 2012: OFF! (Vice Records)
- 2013: Live at 9:30 Club (Livealbum, Outter Battery Records)
- 2014: Wasted Years (Vice Records)
- 2022: Free LSD (Fat Possum Records)